# 실업축구리그
실업축구리그(實業蹴球리그)는 일제강점기의 폐지된 축구 리그로 1939년에 창설하며 1년만에 폐지된 리그이다.